# Mein Freund, der Otter
Mein Freund, der Otter, in der Deutschen Demokratischen Republik unter dem Titel Eine Welle glänzenden Wassers gelaufen, ist ein britisch-US-amerikanischer Spielfilm aus dem Jahr 1969. Er basiert lose auf dem 1960 erschienenen autobiographischen Buch Ring of Bright Water des schottischen Schriftstellers und Naturschützers Gavin Maxwell, der sich in den 1950er Jahren einen zahmen Indischen Fischotter als Haustier hielt. In den Hauptrollen sind Bill Travers und Virginia McKenna zu sehen, die zuvor schon das Wildhüterehepaar George und Joy Adamson in dem Film Frei geboren – Königin der Wildnis gespielt hatten.

## Handlung
Graham Merrill ist ein mäßig erfolgreicher Schriftsteller aus London. Eines Tages bemerkt er im Schaufenster einer Tierhandlung einen männlichen Fischotter, den er schließlich kauft und Mij nennt. Nachdem der Otter Merrills Wohnung verwüstet hat, zieht Merrill in ein rustikales Landhaus mit Blick aufs Meer an der Westküste Schottlands. Hier macht er die Bekanntschaft mit Dr. Mary MacKenzie und ihrem Hund Johnny aus dem nahe gelegenen Dorf. Mij und Johnny spielen zusammen im Wasser und toben über die Felder.
Eines Tages trifft Mij auf ein Otterweibchen. Ungeachtet der Gefahren entfernt sich Mij immer wieder vom Landhaus, um mit dem Weibchen zu spielen. Hierbei wird er einmal fast getötet, nachdem er in einem Netz gefangen wurde. Die Menschen finden ihn jedoch rechtzeitig und können ihn retten. Merrill verbringt viel Zeit damit, Mij zu zeichnen. Dabei bemerkt er, dass er die wahre Geschicklichkeit des Otters nur unter Wasser erfassen kann. Er baut einen großen Tank aus alten Fenstern, um sein Ziel zu erreichen.
Nicht lange danach muss Merrill nach London, um Angelegenheiten mit der Bank zu klären. Während dieser Zeit sieht er in einem Schaufenster einen Damenpelzmantel aus Otterfell und ist schockiert. Er lässt Mij in der Obhut von Dr. MacKenzie. Während sie eines Tages mit ihrem Hund und Mij spazieren geht, wird der Otter vom Grabenbauer Angus mit einer Spitzhacke erschlagen. Dr. MacKenzie dreht sich entsetzt um und Angus rechtfertigt sich mit den Worten „Es war doch nur ein Otter“. Nach seiner Rückkehr ist Merrill niedergeschlagen, als ihm Dr. McKenzie den Tod seines geliebten Otters mitteilt.
Einige Zeit später entdecken Merrill und Dr. MacKenzie in der Nähe des Landhauses ein Trio von Otterjungen, das von ihrer Mutter begleitet wird. Erfreut erkennen sie, dass es sich um das Weibchen und den Nachwuchs von Mij handelt, die im Schwimmrevier ihres Vaters spielen.
In der Schlussszene nimmt Merrill, der jahrelang vergeblich versucht hatte, einen Roman über die Marsch-Araber zu schreiben, Papier und Stift zur Hand und beginnt die Geschichte seines Otters Mij – und was er in dieser Freundschaft über sich selbst gelernt hat – zu erzählen.

## Hintergrund
Die Dreharbeiten fanden in London und in Ellenabeich auf der schottischen Insel Seil statt. Mij der Otter wurde von mehreren trainierten Ottern des Ehepaars Tom und Mabel Beacham aus Phillips, Wisconsin dargestellt. Als weiterer Berater fungierte der US-amerikanische Tiertrainer Hubert G. Wells.
Im Oktober 1969 erschien beim Verlag Gold Key eine Comicversion des Films, die von Jack Sparling gezeichnet wurde.
Die 1995 veröffentlichte Dokumentation Echoes of Camusfearna zeigt bislang unveröffentlichtes Videomaterial mit Gavin Maxwell und seinen Ottern und wird von Virginia McKenna erzählt. 2007 erschien diese Dokumentation auf DVD.
Für das Titellied konnte der irische Sänger Val Doonican (1927–2015) gewonnen werden. Die Single erreichte Platz 48 der britischen Single-Charts.

## Veröffentlichung
Mein Freund, der Otter wurde ab 1. Januar 1969 in Großbritannien gezeigt und hatte am 18. Juni 1969 US-Premiere in New York City. Die deutschsprachige Fassung wurde erst mit Verzögerung veröffentlicht. Am 21. Dezember 1973 lief der Film unter dem Titel Eine Welle glänzendes Wassers erstmals in den Kinos der Deutschen Demokratischen Republik, während er in westdeutschen Kinos nicht gezeigt wurde. Am 25. Dezember 1975 war die deutschsprachige Fernsehpremiere auf DFF 2 und am 29. April 1978 erlebte der Film seine westdeutsche Premiere im Ersten.

## Rezeption und Kritik
Trotz eines weltweiten Einspielergebnisses von 2,4 Millionen Dollar, machte der Film einen Verlust von 615.000 Dollar. Das National Board of Review wählte ihn 1969 in die Top 10 der besten Filme des Jahres. Die britische Tageszeitung The Daily Telegraph bezeichnete ihn im Jahr 2005 als einen der beliebtesten britischen Filme aller Zeiten. Das britische Magazin Time Out bemerkte: „Versierte Tierfotografie und solide Arbeit von der Besetzung, die alte Hasen bei dieser Art von Sachen sind. Der 'ah'-Faktor ist nicht unerheblich.“ Auch aus Deutschland erhielt der Film positive Rezensionen. So schrieb beispielsweise das Lexikon des internationalen Films: „Unterhaltsame, bewegende Tiergeschichte“.